# Изолабела
Изолабела (итал. Isolabella) је насеље у Италији у округу Торино, региону Пијемонт.
Према процени из 2011. у насељу је живело 382 становника. Насеље се налази на надморској висини од 263 м.

## Становништво
| 1936. | 1951. | 1961. | 1971. | 1981. | 1991. | 2001. | 2011. |
| ----- | ----- | ----- | ----- | ----- | ----- | ----- | ----- |
| 445   | 391   | 354   | 330   | 263   | 279   | 398   | 393   |